# Prodasineura tenebricosa
Prodasineura tenebricosa är en trollsländeart som beskrevs av Maurits Anne Lieftinck 1937. Prodasineura tenebricosa ingår i släktet Prodasineura och familjen Protoneuridae. Inga underarter finns listade i Catalogue of Life.